# Eyjólfur Héðinsson
Eyjólfur Héðinsson (født 1. januar 1985 i Reykjavik) er en islandsk fodboldspiller, der spiller på midtbanen for Stjarnan. Han har spillet fem kampe for Islands fodboldlandshold.

## Karriere

### Íþróttafélag Reykjavíkur
Héðinsson fik sin fodboldopdragelse i Reykjavik-klubben Íþróttafélag Reykjavíkur. I sæsonen 2001/02 debuterede han for klubbens bedste hold, og spillede i alt 15 kampe i sin første sæson som senior.

### Fylkir
I januar 2003 skiftede han til den større islandske klub Fylkir. I løbet af 3½ sæsoner i klubben, blev han registreret for 53 kampe i den bedste islandske række, Úrvalsdeild karla.

### GAIS
Inden starten på Allsvenskan 2007 den 6. april 2007 skiftede Eyjólfur Héðinsson til den svenske klub GAIS fra Göteborg.

### SønderjyskE
Héðinsson skiftede fra GAIS til den danske klub SønderjyskE Fodbold i foråret 2011, efter han havde været til prøvetræning i klubben. Parterne underskrev en aftale gældende til 30. juni 2013. Han fik debut for klubben i Superligaen den 6. marts 2011, da han spillede hele udekampen mod Esbjerg fB, der blev vundet 0-1.
Hedinsson var skadet det meste af foråret 2013, og fik dermed kun få kampe for SønderjyskE i den sidste tid.

### FC Midtjylland
I januar 2013 blev det offentliggjort, at FC Midtjylland hentede Hedinsson på en fri transfer, når sæsonen var slut, så han dermed skiftede fra 1. juni 2013. Den 16. september 2013 fik Eyjólfur Héðinsson sin debut for FC Midtjylland i Superligaen, da han blev skiftet ind i det 59. minut i en 2-1-sejr hjemme over FC Nordsjælland. I sin tredje Superligakamp for FCM scorede Hedinsson sit første mål for klubben, da han den 7. oktober 2013 på hjemmebane scorede til 2-0 mod FC Vestsjælland.

### Stjarnan
Den 18. november 2015 blev det kendt, at Eyjólfur Héðinsson vendte hjem til Island for at spille for Stjarnan, hvor han skrev under på en toårig kontrakt.

## International karriere
Héðinsson fik sin debut på Islands fodboldlandshold den 2. februar 2008, i en venskabskamp mod Hviderusland. I de følgende dage spillede han yderlige 2 kampe i venskabsturneringen, mod henholdsvis Malta og Armenien. Hans seneste to landskamp var den 29. marts 2009 mod Færøerne, og 27. maj 2012 hvor han spillede hele 2. halvleg på udebane mod Frankrig.